# Eusphaerium purpureum
Eusphaerium purpureum är en skalbaggsart som beskrevs av Newman 1838. Eusphaerium purpureum ingår i släktet Eusphaerium och familjen långhorningar. Inga underarter finns listade i Catalogue of Life.